# Kovářská výheň (Moldava nad Bodvou)
Kovářská výheň v Moldavě nad Bodvou v okrese Košice-okolí, asi 25 km jihozápadně od Košic, je kovářská dílna v kamenné kovárně z roku 1850 s předsunutým podstřeším a valbovou střechou. Kromě dílny se zachovaným kompletním vybavením a množstvím nástrojů je součástí muzea i obývací část a hospodářské budovy. Muzeum s kovářskou výhní je ojedinělou ukázkou zachované specializované kovářské výroby. Je to národní kulturní památka v rejstříku ÚZPF pod č. 4383/1.

## Objekt muzea
Základem je kamenná budova postavená roku 1850 v přední části s výhní a v zadní části se třemi obytnými místnostmi, z nichž střední je kuchyní se zařízením z 19. a 20. století a po stranách jsou dva původní pokoje. Představuje typický abovský dům z poloviny 19. století.
Střecha nad objektem je valbová s přístřeškem před výhní, sloužícím pro okování koní.
V zadní části v zahradě je zastřešený objekt hospodářské budovy včetně stáje.

## Zařízení výhně
- dvouohnisková výheň se širokým otevřeným komínem
- kovářský ponk
- různé kovářské nástroje
  - sada kovářských kleští
  - sada zápustek
  - sada ručních nástrojů
  - sada nářadí
  - sada nástrojů pro podkováře

## Další expozice a exempláře
- Stálá expozice z dějin města s minigalérií obrázků, dobovými fotografiemi, zařízením kuchyně a ozdobnými předměty
- Stálá expozice řemesel s exponáty i dalších cechů
  - Krejčovství prezentované modrotiskem, dobovým oblečením a nástroji
  - Obuvnictví s dobovou obuví a obuvnickým nářadím
  - Kloboučnictví s kloboukovou formou, nářadím a klobouky
  - Perníkářství se zachovalými formami na perník
- Stálá expozice zemědělského nářadí nacházející se v zadní části, s maštalí pro dobytek a jednoduchýni stroji a nářadím zemědělské prvovýroby
- Výstava archeologických nálezů PhMr. Gustáva Stibrányiho, kterému byl udělen titul čestného občana města

## Pobočka STM Košice
- Objekt je ve zprávě Slovenského technického muzea.
- Přístup k objektu je z Hlavní ulice v Moldavě nad Bodvou
- Informace lze získat na STM v Košicích.
- Objekt je přístupný veřejnosti s omezením, je nutné se informovat na kontaktech:
  - Tel.: +421 55 683 22 72
  - Email: stmke@stm-ke.sk
- Návštěvu je možné dohodnout i v Infocentru Moldava nad Bodvou, Hlavná ulica č. 58
  - Telefon: 055 489 9421,
  - E-mail: info@moldava.sk